# Varanus glebopalma
Varanus glebopalma är en ödleart som beskrevs av  Mitchell 1955. Varanus glebopalma ingår i släktet Varanus och familjen Varanidae. Inga underarter finns listade i Catalogue of Life.
Arten förekommer i delstaterna Northern Territory, Queensland och Western Australia i Australien. Honor lägger ägg. Ödlan vistas i torra skogar, savanner och i klippiga regioner. Typisk för regionen är växten Allosyncarpia ternata. Denna varanödla är troligtvis inte specialiserad på träd eller klippor. Exemplaren är mycket skygga och de flyr vid minsta störning. Födan utgörs av hopprätvingar, groddjur och små ödlor. Födans sammansättning är beroende på årstid. En nykläckt unge registrerades i juli. Antagligen har hannar revir vad som skiljer arten från andra varanödlor. Hannar undviker kontakt med varandra.
Några exemplar dör när de äter den giftiga agapaddan. Andra hot är inte kända. Hela populationen anses vara stabil. IUCN listar arten som livskraftig (LC).